# قومية باسكية

علم إقليم الباسك.

قومية باسكية هي شكل من أشكال القومية التي تؤكد أن الباسكيون وهم السكان الأصليون لمنطقة غرب البرانس هم أمة.